# Higher Power (Anna Bergendahl)
Higher Power è un singolo della cantante svedese Anna Bergendahl, pubblicato il 26 febbraio 2022 su etichetta discografica Warner Music Sweden.

## Descrizione
Con Higher Power la cantante ha preso parte a Melodifestivalen 2022, la competizione canora svedese utilizzata come processo di selezione per l'Eurovision Song Contest. È la sua quarta partecipazione alla rassegna dopo le edizioni 2010 (da lei vinta), 2019 e 2020. Essendo risultata la terza più votata dal pubblico fra i sette partecipanti alla sua semifinale, ha avuto accesso alla fase dei ripescaggi per la finale. Una volta passata in finale, si è piazzata all'ultimo posto su 12 partecipanti con 29 punti totalizzati.

## Tracce
Testi e musiche di Anna Bergendahl, Thomas G:son, Bobby Ljunggren e Erik Bernholm.
1. Higher Power – 3:00

## Classifiche
| Classifica (2022) | Posizione massima |
| ----------------- | ----------------- |
| Svezia            | 17                |